# Lepidodelta phoenicraspis
Lepidodelta phoenicraspis là một loài bướm đêm trong họ Noctuidae.